# SIX (音乐剧)
SIX是一部英国音樂劇，音樂劇中的6位演員分別扮演亨利八世的六位王后，她們在舞台上通過唱歌的方式轮番讲述自身的遭遇。
該音乐剧于2017年在愛丁堡國際藝穗節首演，主演均由剑桥大学的学生扮演。  2019年1月又在倫敦西区剧院上映，此后开始在英国全國巡演。 该音樂劇于2019年5月在北美首演，并于2020年2月在百老匯劇院首演。 2025年5月21日，SIX在中国首演，首演地点位於上海美琪大戏院。